# Día Internacional de la Enfermería
El Día Internacional de la Enfermería es una conmemoración anual promovida por el Consejo Internacional de Enfermería que se celebra en todo el mundo el 12 de mayo, día del nacimiento de Florence Nightingale, considerada madre de la enfermería moderna.

## Historia
El Consejo Internacional de Enfermería (ICN) ha celebrado este día desde 1965. En 1953 Dorothy Sutherland, una funcionaria del departamento estadounidense de salud, educación y bienestar, propuso al entonces presidente Dwight Eisenhower proclamar un Día de la Enfermería, pero no lo aprobó.
En enero de 1974, se tomó la decisión de celebrar ese día el 12 de mayo al ser este el aniversario del nacimiento de Florence Nightingale, considerada la creadora de la enfermería moderna. Cada año, el ICN prepara y distribuye el kit del Día Internacional de la Enfermería. El kit contiene material de información pública y educacional, para su uso por enfermería de cualquier lugar.
Se han transmitido peticiones al UNISON para trasladar este día a otra fecha. Se ha sugerido trasladarlo al 21 de mayo, la fecha de nacimiento de Elizabeth Fry, fundadora de la institución de hermanas enfermeras y conocida por su trabajo con prisioneros.
Desde 1998, el 8 de mayo fue declarado como el Día de los Estudiantes de Enfermería, con la intención de celebrarlo anualmente. Si bien, como en 2003, el Día de los Estudiantes de Enfermería se celebraba en miércoles, y dentro de la semana del 12 de mayo, desde aquella se celebra la Semana de la Enfermería (6–12 de mayo) cada año.

## Conmemoraciones pasadas
Estos son los temas del Día Internacional de la Enfermería desde 1988:
| Año  | Tema |
| ---- | --- |
| 1988 | Ayúdala a iluminar su alumbramiento                                                                                          |
| 1989 | Salud en la escuela |
| 1990 | La enfermería y el medio ambiente                                                                                            |
| 1991 | Salud mental - La Enfermería en Acción                                                                                       |
| 1992 | Envejecer sanamente |
| 1993 | La calidad, los costos y la enfermería                                                                                       |
| 1994 | Familias sanas para naciones sanas                                                                                           |
| 1995 | Salud de la mujer: la enfermería abren el camino                                                                             |
| 1996 | Investigación en enfermería para una salud mejor                                                                             |
| 1997 | Juventud sana, futuro más claro                                                                                              |
| 1998 | Cooperación en la salud comunitaria                                                                                          |
| 1999 | Celebrar el pasado de la enfermería y reivindicar el futuro                                                                  |
| 2000 | Las enfermeras: dispuestas siempre a ayudarte                                                                                |
| 2001 | Unidas frente a la violencia: Las enfermeras, dispuestas siempre a ayudarte                                                  |
| 2002 | Cuidar a la familia - Las enfermeras, dispuestas siempre a ayudarte                                                          |
| 2003 | Los enfermeros, siempre con la familia: Al cuidado de todos, contra el estigma del sida                                      |
| 2004 | Los enfermeros trabajan con los pobres y en contra de la pobreza                                                             |
| 2005 | Los enfermeros a favor de la seguridad de los pacientes: Atención a los medicamentos falsificados y de baja calidad          |
| 2006 | Personal fiable, vidas salvadas                                                                                              |
| 2007 | Entornos de práctica favorables: Lugares de trabajo de calidad = atención de calidad al paciente                             |
| 2008 | Servir la comunidad y garantizar la calidad: los enfermeros al frente de la atención primaria de salud                       |
| 2009 | Servir a la comunidad y garantizar la calidad: Los enfermeros se comprometen a dispensar cuidados innovadores                |
| 2010 | Servir a la comunidad y garantizar la calidad : Los enfermeros en la vanguardia de los cuidados de las enfermedades crónicas |
| 2011 | Resolver la desigualdad: aumentar el acceso y la equidad                                                                     |
| 2012 | Resolver la desigualdad : de las pruebas a la acción                                                                         |
| 2013 | Resolver la desigualdad: Objetivos de Desarrollo del Milenio 8, 7, 6, 5, 4, 3, 2, 1                                          |
| 2014 | Los enfermeros: Una fuerza para el cambio – Un recurso vital para la salud                                                   |
| 2015 | Las enfermeras, una fuerza para el cambio: eficaces en cuidados, eficientes en costos                                        |
| 2016 | Las enfermeras: Una fuerza para el cambio – mejorando la capacidad de recuperación de los sistemas de salud                  |
| 2017 | Enfermería: Una voz para liderar - Alcanzando los Objetivos de Desarrollo Sostenible                                         |
| 2018 | Enfermeras: una voz para liderar, la salud es un derecho humano                                                              |
| 2019 | Enfermeras: Una voz para liderar – La salud para todos                                                                       |
| 2020 | Enfermería: Una voz para liderar - Llevando al mundo hacia la salud                                                          |
| 2021 | Enfermería: Una voz para liderar – Una visión de futuro para la atención de salud                                            |
| 2022 | Enfermería: Una voz para liderar – Invertir en enfermería y respectar los derechos para garantizar la salud global           |
| 2023 | Nuestras enfermeras. Nuestro futuro                                                                                          |

## Celebraciones en el Reino Unido
Cada año el 12 de mayo, se celebra el día en la Abadía de Westminster en Londres. Durante este día, una lámpara simbólica es llevada desde la Capilla de Enfermería en la misma Abadía y llevada por varios enfermeros, hasta llegar al abad, quien la ubica en el Altar. Este gesto tiene el simbolismo de la transferencia de conocimiento de un enfermero a otro. En la iglesia de Santa Margarita en Wellow Este en Hampshire, donde Florence Nightingale solía acudir, ya que nació en Florencia durante una estancia de sus padres, se lleva a cabo un servicio religioso el domingo siguiente al día de su nacimiento.

## Otras celebraciones

### España
En España el equipo de enfermería está compuesto por la enfermera Graduada (Título universitario) y los Técnicos en Cuidados auxiliares de Enfermería (Formación Profesional), ambos celebran esta fecha el día 12 de mayo.

### El Salvador
Se celebra el Día de la Enfermería el 15 de mayo.

### Estados Unidos y Canadá
Se celebra la Semana Nacional de la Enfermería cada año entre el 9 y el 15 de mayo. En Estados Unidos lo reguló  presidente Richard Nixon en 1974.

### México
El 6 de enero de cada año, desde 1931, se celebra el Día de la Enfermería (originalmente, "Día de la Enfermería Mexicana"). Aquel año, el entonces director del Hospital Juárez de México, José Castro Villagrana, lo instituyó, aludiendo a que las enfermeras son "un regalo de los Reyes Magos" para los pacientes del hospital. Cada año, el presidente entrega reconocimientos al mérito a destacados enfermeros y enfermeras.

### Perú
En Perú el Día de la Enfermería Peruana se celebra el 30 de agosto, coincidiendo con las festividades de Santa Rosa de Lima, patrona de la enfermería del país.

### Colombia
En Colombia se celebra el día de la enfermera en 12 de Mayo